# 10 Lacertae
Désignations
10 Lacertae (10 Lac en abrégé) est une étoile de la constellation boréale du Lézard, visible à l’œil nu avec une magnitude apparente de 4,88. C'est une étoile variable de type Beta Cephei suspectée.
Sa distance, estimée par photométrie, est d'environ 715 pc (∼2 330 al), et l'étoile fait partie de la petite association OB Lacerta OB1. Cette distance est supérieure à celle estimée grâce à la parallaxe dans la nouvelle réduction des données du satellite Hipparcos, qui est d'environ 529 pc (∼1 730 al),, ou encore plus notablement supérieure à la distance estimée dans la Data Release 2 de Gaia, qui est d'environ 359 pc (∼1 170 al).
10 Lacertae est une étoile bleue de la séquence principale de type spectral O9V, donc une étoile massive actuellement en train de fusionner l'hydrogène de son cœur en hélium. 10 Lacertae fut l'une des premières étoiles de type O (avec S Monocerotis) définie en tant que point d'ancrage dans la classification spectrale MKK, et ce depuis le début du vingtième siècle. L'étoile représente spécifiquement les étoiles O9V, c'est-à-dire des étoiles de type O relativement « froides » de la séquence principale.
10 Lacertae possède un compagnon de huitième magnitude localisé à environ une minute d'arc d'elle. C'est un compagnon purement optique.